# Richard Odjrado
Richard Odjrado, en forme longue Richard Gautier Odjrado, né le 3 avril 1989 au Bénin est un entrepreneur béninois qui opère dans la technologie et la transformation digitale.

## Biographie

### Jeunesse, formation et débuts
Originaire de Modji-Gangan, un village situé dans la commune de Dassa-Zoumé, au centre du Bénin. Richard effectue son cursus scolaire primaire dans son pays et poursuit ses études secondaires en Côte d'Ivoire, où il obtient son baccalauréat. Par la suite, il entame des études universitaires en ligne, qu'il interrompt en raison de contraintes financières.
Malgré cet obstacle, il s'oriente vers l'informatique et les technologies. Fils d’un commerçant d'appareils électroniques, Richard accompagne souvent son père lors de foires commerciales en Côte d'Ivoire, ce qui l'initie à l'entrepreneuriat et au commerce. Il est titulaire d'un master en management des projets,.

### Parcours entrepreneurial
Richard Odjrado a été formateur pour Meta sur le programme Booste with Facebook. Il est le promoteur de EasyContact, SeeMyClass, le magazine Le Dilemme, My Secrets, ScoopMe.

#### Isecours
Lors de vacances à Abidjan, en Côte d'Ivoire, Richard est témoin d'un drame, il s'agit d'un jeune homme qui perd la vie en raison d'une prise en charge médicale tardive. Cet événement le pousse à concevoir une solution technologique visant à améliorer les interventions d'urgence,.
En décembre 2017, avec ses partenaires Jean Pierre Assou Ahovinou et Fabrice Bessan, il lance iSecours. C'est un outil communautaire destiné à faciliter la prise en charge rapide des victimes d'accidents. Inaugurée en janvier 2018, elle permet à ses utilisateurs d'enregistrer des informations essentielles, telles que leur groupe sanguin et les coordonnées de proches à contacter. Ces données permettent aux services de secours d'agir rapidement et efficacement en cas d'urgence,.

#### Byebye COVID et foire virtuelle
En réponse à la pandémie de COVID-19, Richard développe Byebye COVID, une plateforme conçue pour permettre aux utilisateurs d'effectuer un autodiagnostic de la maladie.
Durant la même période, il organise une foire virtuelle internationale qui a réuni environ 300 entrepreneurs. Les participants ont présenté et vendu leurs produits, malgré les contraintes liées aux mesures sanitaires en vigueur,.

#### As World Tech
Fondée en juin 2021, la startup est spécialisée dans le développement d’objets connectés tels que des montres, des lunettes et des ordinateurs. L'entreprise a lancé l'As Watch V7 en mars 2022 avec l'invitation de Modeste Kérékou, ministre des petites et moyennes entreprises,. Cette montre connectée permet de prévenir les utilisateurs en cas d’éloignement de leur smartphone. Ce projet aurait été inspiré par une expérience personnelle de Richard, à la suite d’un vol de téléphones.
As World Tech associe également ses activités à la marque Asuka spirit visant à promouvoir le leadership et l’innovation,.

## Soutien institutionnel
En juin 2021, Richard et son équipe sont invités par la ministre du Numérique et de la Digitalisation Aurélie Adam Soulé et la ministre de l’Industrie et du Commerce Shadiya Alimatou Assouman. Lors de cette audience, ils présentent la marque Asuka Spirit, issue de leur startup, ainsi qu'une gamme de trois produits technologiques déjà développés : les lunettes connectées LS-1, l’ordinateur portable Shango et la montre connectée As Watch V7. Richard est également reçu par Abdoulaye Bio Tchane, ministre d’État béninois.

## Prix et distinctions
- 2021 : Prix honorifique du meilleur innovation numérique au Bénin Showbizz Award[6],[19].
- 2022 : Classé parmi les 100 personnalités inspirantes de l'Afrique par le magazine international nigérian The African Regional[20].
- 2022 : Classé dans le Top 700 des personnalités les plus influentes en Afrique par le magazine bilingue sud-africain Tropics Magazine[21],[20]